# Едвардс (Колорадо)
Едвардс (енгл. Edwards) насељено је место без административног статуса у америчкој савезној држави Колорадо.

## Демографија
По попису из 2010. године број становника је 10.266, што је 2.009 (24,3%) становника више него 2000. године.
| Група             | 2000.         | 2010.         |
| Белци             | 5.858 (70,9%) | 6.836 (66,6%) |
| Афроамериканци    | 28 (0,3%)     | 55 (0,5%)     |
| Азијати           | 68 (0,8%)     | 89 (0,9%)     |
| Хиспаноамериканци | 2.249 (27,2%) | 3.219 (31,4%) |
| Укупно            | 8.257         | 10.266        |